# シュトラウブ・ブルノー
シュトラウブ・フェレンツ・ブルノー（ハンガリー語: Straub Ferenc Brunó, 1914年1月5日 - 1996年2月15日）は、ハンガリーの生化学者、政治家。ハンガリー社会主義労働者党政権最後の大統領評議会議長（国家元首）を務めた。

## 生涯
生化学者としてはセント＝ジェルジの弟子で、1942年に筋肉の主要タンパク質であるアクチンを発見し、さらに筋肉の収縮機構を研究した。
第二次大戦後、セゲド大学教授となり、酵素反応機構などを研究し、ハンガリー科学アカデミー酵素学研究所を創立した。また、国の科学技術政策にも参画した。
1988年、ブルノーはハンガリー社会主義労働者党の党員ではなかったが、カーダール・ヤーノシュ第一書記の退陣に伴う人事異動で国家元首にあたる大統領評議会の議長に推挙され、翌年には一党独裁体制の放棄が決定された。
| 公職                    | 公職                                                         | 公職                                                           |
| ----------------------- | ------------------------------------------------------------ | -------------------------------------------------------------- |
| 先代 ネーメト・カーロイ | ハンガリー人民共和国 大統領評議会議長 第6代：1988年 - 1989年 | 次代 スーレシュ・マーチャーシュ ハンガリー第三共和国暫定大統領 |